# Mistrovství Evropy ve fotbale hráčů do 21 let 2004
Mistrovství Evropy ve fotbale hráčů do 21 let 2004 bylo 14. ročníkem tohoto turnaje. Vítězem se stala italská fotbalová reprezentace do 21 let. Turnaj také sloužil jako kvalifikace na olympijský turnaj 2004 v Aténách, kam se kvalifikovaly tři nejlepší celky.

## Kvalifikace
Hlavní článek: Kvalifikace na Mistrovství Evropy ve fotbale hráčů do 21 let 2004
Celkem 48 týmů bylo v kvalifikaci rozlosováno do deseti skupin po čtyř, resp. pěti týmech. Ve skupinách se utkal každý s každým doma a venku. Vítězové skupin a šest nejlepších ze druhých míst se utkali v baráži systémem doma a venku o osm míst na závěrečném turnaji.

## Základní skupiny

### Skupina A
| Tým                 | Z | V | R | P | VG | IG | +/- | B |
| ------------------- | - | - | - | - | -- | -- | --- | - |
| Itálie              | 3 | 2 | 0 | 1 | 4  | 3  | +1  | 6 |
| Srbsko a Černá Hora | 3 | 2 | 0 | 1 | 6  | 5  | +1  | 6 |
| Bělorusko           | 3 | 1 | 1 | 1 | 4  | 4  | 0   | 4 |
| Chorvatsko          | 3 | 0 | 1 | 2 | 3  | 5  | -2  | 1 |

| 27. května 2004 18:15              |        |                          |                                                                            |
| Srbsko a Černá Hora                | 3:2    | Chorvatsko               | Niederrheinstadion, Oberhausen rozhodčí: Luis Medina Cantalejo (Španělsko) |
| Lazović 37' Lovre 47' Ivanović 86' | Report | Eduardo 49' Kranjčar 68' | Niederrheinstadion, Oberhausen rozhodčí: Luis Medina Cantalejo (Španělsko) |

| 27. května 2004 20:45 |        |                         |                                                              |
| Itálie                | 1:2    | Bělorusko               | Ruhrstadion, Bochum rozhodčí: Matthew David Messias (Anglie) |
| Gilardino 58'         | Report | Kirenkin 6' A. Hleb 44' | Ruhrstadion, Bochum rozhodčí: Matthew David Messias (Anglie) |

| 29. května 2004 15:30 |        |            |                                                               |
| Bělorusko             | 1:1    | Chorvatsko | Niederrheinstadion, Oberhausen rozhodčí: Michal Beneš (Česko) |
| Kirylchyk 82'         | Report | Lučić 38'  | Niederrheinstadion, Oberhausen rozhodčí: Michal Beneš (Česko) |

| 29. května 2004 20:45 |        |                     |                                                          |
| Itálie                | 2:1    | Srbsko a Černá Hora | Ruhrstadion, Bochum rozhodčí: Grzegorz Gilewski (Polsko) |
| Sculli 30', 53'       | Report | Vukčević 86'        | Ruhrstadion, Bochum rozhodčí: Grzegorz Gilewski (Polsko) |

| 1. června 2004 20:45 |        |            |                                                        |
| Itálie               | 1:0    | Chorvatsko | Ruhrstadion, Bochum rozhodčí: Bertrand Layec (Francie) |
| De Rossi 21'         | Report |            | Ruhrstadion, Bochum rozhodčí: Bertrand Layec (Francie) |

| 1. června 2004 20:45 |        |                                    |                                                                     |
| Bělorusko            | 1:2    | Srbsko a Černá Hora                | Niederrheinstadion, Oberhausen rozhodčí: Alexandru Tudor (Rumunsko) |
| Shkabara 13'         | Report | Lazović 47' (pen.) Milovanović 55' | Niederrheinstadion, Oberhausen rozhodčí: Alexandru Tudor (Rumunsko) |

### Skupina B
| Tým         | Z | V | R | P | VG | IG | +/- | B |
| ----------- | - | - | - | - | -- | -- | --- | - |
| Švédsko     | 3 | 3 | 0 | 0 | 8  | 3  | +5  | 9 |
| Portugalsko | 3 | 1 | 1 | 1 | 5  | 6  | -1  | 4 |
| Německo     | 3 | 1 | 0 | 2 | 4  | 5  | -1  | 3 |
| Švýcarsko   | 3 | 0 | 1 | 2 | 4  | 7  | -3  | 1 |

| 28. května 2004 18:15     |        |              |                                                               |
| Německo                   | 2:1    | Švýcarsko    | Stadion am Bruchweg, Mainz rozhodčí: Bertrand Layec (Francie) |
| Auer 21' Hitzlsperger 63' | Report | D. Degen 75' | Stadion am Bruchweg, Mainz rozhodčí: Bertrand Layec (Francie) |

| 28. května 2004 20:45          |        |             |                                                                  |
| Švédsko                        | 3:1    | Portugalsko | Carl-Benz-Stadion, Mannheim rozhodčí: Alexandru Tudor (Rumunsko) |
| Elmander 40', 50' Ishizaki 71' | Report | Almeida 28' | Carl-Benz-Stadion, Mannheim rozhodčí: Alexandru Tudor (Rumunsko) |

| 30. května 2004 18:15 |        |                          |                                                                         |
| Německo               | 1:2    | Švédsko                  | Carl-Benz-Stadion, Mannheim rozhodčí: Luis Medina Cantalejo (Španělsko) |
| Auer 84'              | Report | Jönsson 49' Elmander 62' | Carl-Benz-Stadion, Mannheim rozhodčí: Luis Medina Cantalejo (Španělsko) |

| 30. května 2004 20:45     |        |                                |                                                                     |
| Švýcarsko                 | 2:2    | Portugalsko                    | Stadion am Bruchweg, Mainz rozhodčí: Matthew David Messias (Anglie) |
| Vonlanthen 57' Baykal 86' | Report | Martins 66' (pen.) Almeida 71' | Stadion am Bruchweg, Mainz rozhodčí: Matthew David Messias (Anglie) |

| 2. června 2004 18:15 |        |                          |                                                                 |
| Německo              | 1:2    | Portugalsko              | Stadion am Bruchweg, Mainz rozhodčí: Grzegorz Gilewski (Polsko) |
| Schweinsteiger 41'   | Report | Almeida 24' Lourenço 78' | Stadion am Bruchweg, Mainz rozhodčí: Grzegorz Gilewski (Polsko) |

| 2. června 2004 18:15 |        |                                    |                                                            |
| Švýcarsko            | 1:3    | Švédsko                            | Carl-Benz-Stadion, Mannheim rozhodčí: Michal Beneš (Česko) |
| Barnetta 21'         | Report | Jaggy 40' (vl.) Rosenberg 62', 88' | Carl-Benz-Stadion, Mannheim rozhodčí: Michal Beneš (Česko) |

## Play off

### Semifinále
| 5. června 2004 18:15 |              |                     |                                                                         |
| Švédsko              | 1:1 (prodl.) | Srbsko a Černá Hora | Niederrheinstadion, Oberhausen rozhodčí: Matthew David Messias (Anglie) |
| Stefanidis 36'       | Report       | Marić 90+1'         | Niederrheinstadion, Oberhausen rozhodčí: Matthew David Messias (Anglie) |

|                                                     |     | Penaltový rozstřel                                       |  |
| Ishizaki Jönsson Holmén Dorsin Rosenberg Stefanidis | 5:6 | Delibašić Vukčević Milovanović Đalović Miladinović Marić |  |

| 5. června 2004 20:45         |        |              |                                                    |
| Itálie                       | 3:1    | Portugalsko  | Ruhrstadion, Bochum rozhodčí: Michal Beneš (Česko) |
| Gilardino 19', 77' Pinzi 24' | Report | Oliveira 28' | Ruhrstadion, Bochum rozhodčí: Michal Beneš (Česko) |

### Olympijská baráž
- Finalisté a vítěz této baráže postoupili na olympijský turnaj. Řecko mělo účast jistou jako pořadatel olympiády.

| 8. června 2004 18:15                          |              |                              |                                                                   |
| Portugalsko                                   | 3:2 (prodl.) | Švédsko                      | Niederrheinstadion, Oberhausen rozhodčí: Bertrand Layec (Francie) |
| Viana 76' (pen.) J. Ribeiro 84' Carlitos 114' | Report       | Elmander 45+1' Rosenberg 90' | Niederrheinstadion, Oberhausen rozhodčí: Bertrand Layec (Francie) |

### Finále
| 8. června 2004 21:00                |        |                     |                                                                 |
| Itálie                              | 3:0    | Srbsko a Černá Hora | Ruhrstadion, Bochum rozhodčí: Luis Medina Cantalejo (Španělsko) |
| De Rossi 32' Bovo 83' Gilardino 85' | Report |                     | Ruhrstadion, Bochum rozhodčí: Luis Medina Cantalejo (Španělsko) |